# Perpetua (męczennica rzymska)
Perpetua, również Perpetua z Rzymu (zm. ok. 80) – rzymianka, matka św. Nazariusza, męczennica chrześcijańska i święta Kościoła katolickiego.

## Legenda
Według legendy miała być szlachetnie urodzoną rzymianką, a chrzest przyjąć z rąk św. Piotra apostoła, natomiast jej męża Afrykańczyka, miał ochrzcić papież Linus (ok. 64-79). Ich syn św. Nazariusz poniósł śmierć męczeńską za wiarę (wraz ze swym wychowankiem św. Celsusem).
Perpetua z kolei przed swą śmiercią męczeńską miała dokonać wielu cudów. Po śmierci pochowano ją na terenie praedium przy Via Appia.

## Kult
Wczesne świadectwa kultu św. Perpetui można znaleźć w Mediolanie.
Jej wspomnienie liturgiczne w Kościele katolickim obchodzone jest 12 lipca (za św. Ado) lub 4 sierpnia (za Martyrologium Rzymskim).